# Pauli Rantasalmi

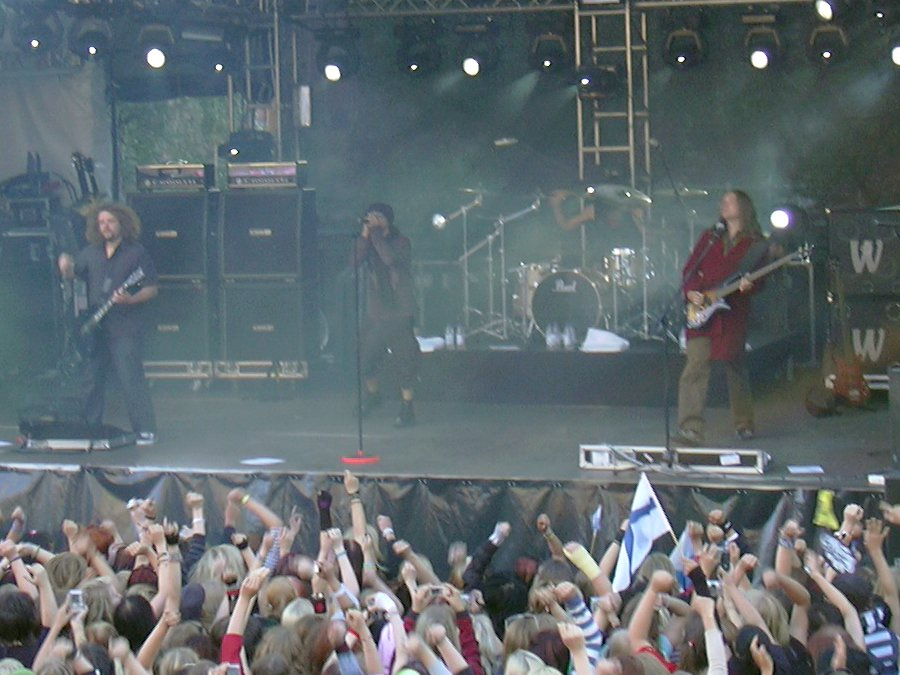
The Rasmus en concert.

Pauli Rantasalmi (né le 1er mai 1979 à Helsinki) est le guitariste du groupe The Rasmus. Lui et Lauri Ylonen ont créé l'association Dynasty et le studio à Helsinki, qu'ils ont appelé Dynasty Recording. Il a même le nom de l'association tatoué sur l'avant-bras.